# E.161
 (janvier 2025).
La mise en forme du texte ne suit pas les recommandations de Wikipédia : il faut le « wikifier ».
Les points d'amélioration suivants sont les cas les plus fréquents. Le détail des points à revoir est peut-être précisé sur la page de discussion.
- Les titres sont pré-formatés par le logiciel. Ils ne sont ni en capitales, ni en gras.
- Le texte ne doit pas être écrit en capitales (les noms de famille non plus), ni en gras, ni en italique, ni en « petit »…
- Le gras n'est utilisé que pour surligner le titre de l'article dans l'introduction, une seule fois.
- L'italique est rarement utilisé : mots en langue étrangère, titres d'œuvres, noms de bateaux, etc.
- Les citations ne sont pas en italique mais en corps de texte normal. Elles sont entourées par des guillemets français : « et ».
- Les listes à puces sont à éviter, des paragraphes rédigés étant largement préférés. Les tableaux sont à réserver à la présentation de données structurées (résultats, etc.).
- Les appels de note de bas de page (petits chiffres en exposant, introduits par l'outil «  Source ») sont à placer entre la fin de phrase et le point final[comme ça].
- Les liens internes (vers d'autres articles de Wikipédia) sont à choisir avec parcimonie. Créez des liens vers des articles approfondissant le sujet. Les termes génériques sans rapport avec le sujet sont à éviter, ainsi que les répétitions de liens vers un même terme.
- Les liens externes sont à placer uniquement dans une section « Liens externes », à la fin de l'article. Ces liens sont à choisir avec parcimonie suivant les règles définies. Si un lien sert de source à l'article, son insertion dans le texte est à faire par les notes de bas de page.
- La présentation des références doit suivre les conventions bibliographiques. Il est recommandé d'utiliser les modèles {{Ouvrage}}, {{Chapitre}}, {{Article}}, {{Lien web}} et/ou {{Bibliographie}}. Le mode d'édition visuel peut mettre en forme automatiquement les références.
- Insérer une infobox (cadre d'informations à droite) n'est pas obligatoire pour parachever la mise en page.

Pour une aide détaillée, merci de consulter Aide:Wikification.
Si vous pensez que ces points ont été résolus, vous pouvez retirer ce bandeau et améliorer la mise en forme d'un autre article.

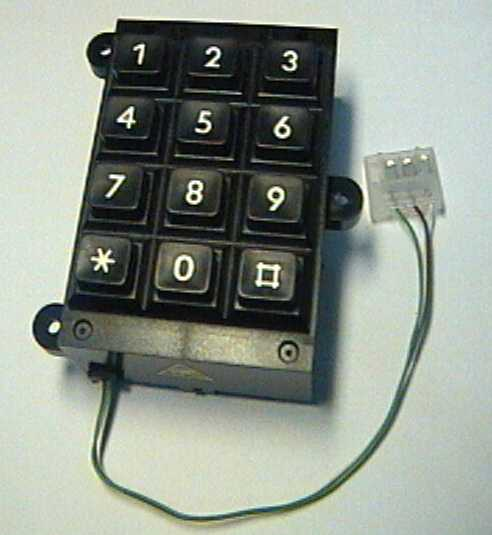
Disposition usuelle.

La recommandation E.161 est une recommandation  de l' ITU-T qui définit la disposition des chiffres, lettres et symboles sur un clavier téléphonique et un cadran téléphonique. Elle définit aussi la correspondance recommandée entre l'alphabet latin basique et les chiffres (par exemple, les lettres "DEF" sur le chiffre 3).
Cette correspondance est utilisée pour divers usages :
- saisie de lettres par appuis successifs et systèmes de textes prédictifs (saisie intuitive pour envoi de messages ou de SMS) ;
- transformer des numéros de téléphone en phonewords ;
- utiliser des caractères alphabétiques (par exemple comme mnémonique) pour un code PIN[2].

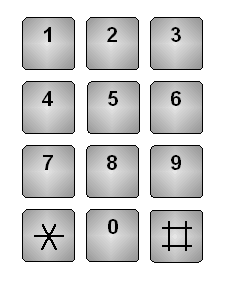
Disposition usuelle
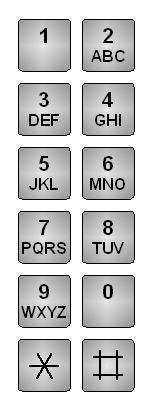
Variante de disposition
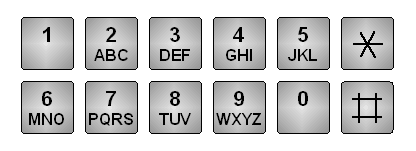
Variante de disposition

Le clavier téléphonique est spécifié dans la disposition commune 4 × 3 (4 rangées, 3 colonnes) et avec plusieurs variantes, comme 6 × 2 et 2 × 5. La recommandation E.161 spécifie aussi les dimensions et caractéristiques de l'étoile et du carré, qui dans la version anglaise du standard sont dénommées touches 'star' et 'square', respectivement. (en pratique, sur les nouveaux téléphones la touche 'square' est presque invariablement remplacée par le caractère ASCII # de numéro 35).

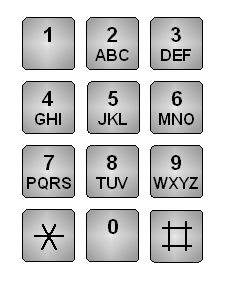
clavier standard avec lettres

Le standard recommande aussi le placement d'une marque tactile sur la touche 5 pour faciliter l'utilisation du clavier dans l'obscurité par des malvoyants, ainsi que de multiples méthodes alternatives pour prendre en charge une touche de rappel.
L'ETSI ETS 300 640 et l'ISO 9995-8 définissent également la disposition des touches du clavier. Des lettres spécifiques à certaines langues (comme. ü, é, å, ä, ö) ainsi que d'autres caractères (comme  ‘€’ ou ‘@’) ne sont pas pris en compte, ce qui a laissé prospérer des solutions inconsistantes pour les langues européennes.
La disposition du clavier recommandée par l'E.161 est principalement basée sur la disposition utilisée sur les téléphones américains depuis les années 1930s pour sélectionner les noms des centraux téléphoniques. Jusque dans les années 1990s, les lettres Q et Z n'étaient pas incluses dans certains standards de disposition de clavier de certains pays car elles n'avaient pas d'utilité mnémonique pour les phonewords. Les téléphones les omettaient ou les plaçaient sur la touche 1, ou sur leur emplacement actuel, avec PRS sur le 7 et WXY sur la touche 9. Sur le clavier français, les lettres O et Q se trouvaient sur la touche 0.
Le développement des messages SMS sur le GSM nécessitant l'alphabet complet, a conduit à la standardisation de la disposition des lettres sur le téléphone. La disposition du clavier de la recommandation E.161 répond à ce besoin.

## Touche5
Le standard recommande aussi le placement d'une marque tactile sur la touche 5 pour faciliter l'utilisation du clavier dans l'obscurité par les malvoyants, ainsi que de multiples méthodes alternatives pour prendre en charge une touche de rappel.

## Touche*

Symbole "astérisque"

Le symbole placé sur la touche en bas à gauche, touche * se nomme astérisque dans la norme en langue française et doit être d'une forme facile à identifier similaire à celle de la norme.
Son utilisation est prévue par l'UIT-T Q.23.

## Touche⌗
Le symbole placé sur la touche en bas à droite, touche ⌗ (en anglais square littéralement „carré“, en français dièse littéralement „symbole musical“, en espagnol cuadrado littéralement „carré“) est un caractère Unicode de code U+2317 (square).
Son utilisation est prévue par la norme UIT-T Q.23.
La norme recommande une graphie : « Le symbole sera constitué par quatre segments d'égale longueur, parallèles deux à deux. Une paire sera horizontale, l'autre verticale ou inclinée à droite d'un angle α de 80° (...). Ainsi qu'on le voit, les segments s'intersectent. Le rapport a/b, dans lequel a représente le dépassement, sera compris entre 0,08 et 0,18 ».
La norme propose une alternative avec deux variantes similaires pour ce symbole:
- une graphie avec un angle de 90° avec a/b = 0,08
- une graphie avec un angle de 80° avec a/b = 0,18

En pratique, les fabricants de téléphone le remplacent fréquemment par le caractère # (caractère Unicode U+0023 utilisé comme signe nombre aux États-Unis) fréquemment disponible sur les claviers d'ordinateur. En allemand, le mot „Raute“ dérive du standard qui indique qu'un nom est nécessaire pour désigner ce symbole dans les langues où aucun nom n'existe pour désigner ce symbole,,

## Histoire
Avant 2002 et antérieurement à la norme UIT-T actuelle E.161 (02/01) Disposition des chiffres, des lettres et des symboles sur les appareils téléphoniques et les autres dispositifs permettant d'accéder au réseau téléphonique, en vigueur, d'autres versions de cette norme ont existé mais sont devenues obsolètes et ont été supprimées.
- E.161 (11/88) Disposition des chiffres, des lettres et des symboles sur les appareils téléphoniques et les autres dispositifs pouvant être utilisés pour donner accès à un réseau téléphonique, anciennement Rec. E.161/Q.11 (1984) ;
- E.161 (03/93) Disposition des chiffres, des lettres et des symboles sur les appareils téléphoniques et les autres dispositifs permettant d'accéder au réseau téléphonique ;
- E.161 (05/95) Disposition des chiffres, des lettres et des symboles sur les appareils téléphoniques et les autres dispositifs permettant d'accéder au réseau téléphonique.